# Søren Boysen
Søren Nikolaj Boysen (født 5. februar 1950 i Tønder) er en dansk roer der konkurrerede i begyndelsen af 1970'erne. Han blev elimineret i opsamlingsheatene af C-2 1000 m-stævnet ved sommer-OL 1972 i München.